# Geoglossomycetes

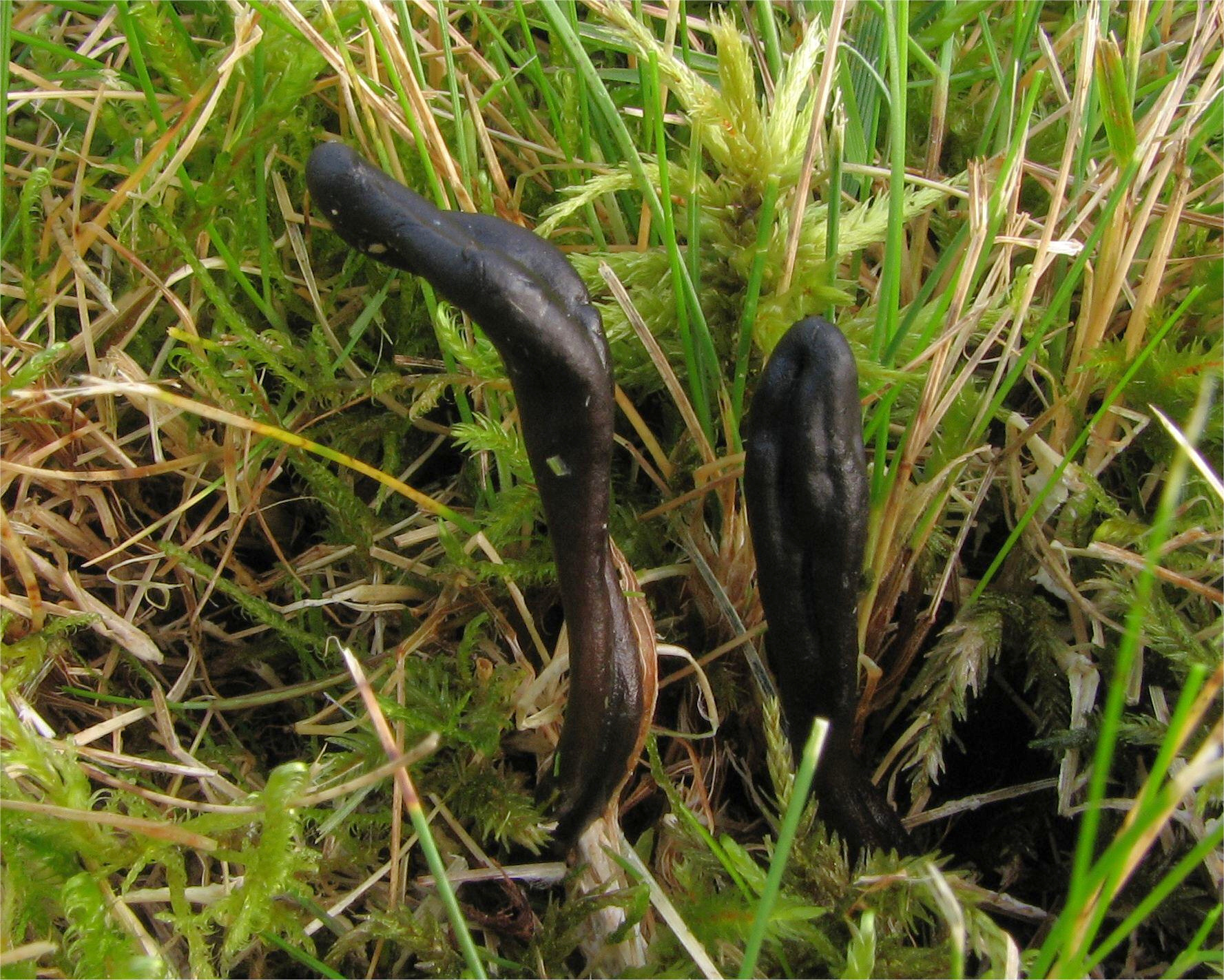
Geoglossum glutinosum

Geoglossomycetes Zheng Wang, C.L. Schoch & Spatafora – klasa grzybów należąca do typu workowców (Ascomycota).

## Charakterystyka
Są to grzyby naziemne. Owocniki większości gatunków z rodziny Geoglossaceae są na ogół niewielkie, ciemne, o wysokości 2–8 cm. Zazwyczaj są koloru jasnobrązowego do ciemnobrązowego. Składają się z główki i trzonu, często jednak główka jest nie do odróżnienia od trzonu. Trzon cylindryczny, czarny, gładki lub otrębiasty. Zarodniki wydłużone, ciemnobrązowe do czarnych, zazwyczaj posiadają kilka bezbarwnych przegród. W hymenium występują nitkowate, czarniawe wstawki. Do identyfikacji niektórych gatunków niezbędne są badania mikroskopowe.
Występują w glebie lub wśród gnijącej roślinności. W Ameryce Północnej są powszechnie spotykane w lasach iglastych i mieszanych, w Europie głównie na siedliskach łąkowych.

## Systematyka
Jest to nowy takson, utworzony dopiero w 2009 r. Dawniej zaliczana do niego rodzina Geoglossaceae włączana była do klasy patyczniaków (Leotiomycetes). Zawierała 6 rodzajów z 48 gatunkami. Badania genetyczne DNA rybosomowego spowodowały zmiany taksonomiczne w obrębie tej rodziny. Zostały z niej wyłączone niektóre rodzaje, włączono natomiast inne, cała zaś rodzina została zaliczona do odrębnej klasy.
Według aktualizowanej klasyfikacji Index Fungorum bazującej na Dictionary of the Fungi Geoglossomycetes to takson monotypowy, do którego należy tylko jeden monotypowy rząd z również monotypową rodziną:
- podklasa incertae sedis
  - rząd Geoglossales Zheng Wang, C.L. Schoch & Spatafora 2009
    - rodzina Geoglossaceae Corda 1838
      - rodzaj Geoglossum Pers. 1794 – ziemiozorek
      - rodzaj Glutinoglossum Hustad, A.N. Mill., Dentinger & P.F. Cannon 2013
      - rodzaj Hemileucoglossum S. Arauzo 2014
      - rodzaj Leucoglossum S. Imai 1942
      - rodzaj Maasoglossum K.S. Thind & R. Sharma 1985
      - rodzaj Phaeoglossum Petch 1922
      - rodzaj Sabuloglossum Hustad, A.N. Mill, Dentinger & P.F. Cannon 2013 – żwirozorek
      - rodzaj Sarcoleotia S. Ito & S. Imai 1934
      - rodzaj Trichoglossum Boud. 1885